# William Barclay
William Barclay, llatinitzat com a Guillelmus Barclaius (1546-1608) fou un jurista i monarquista escocès.
És conegut com l'autor de l'obra amb el títol De regno et regali potestate adversus Buchanum, Brutum et Boucherium et reliquos Monarchomaquos libri sex (traducció del títol : Sis llibres sobre el regnat i el poder reial, contre Buchanan, Brutus i Boucher el les autres monarcòmacs).
En aquest llibre, fulmina contra tota una sèrie d'escriptors contemporanis que refusen el principi de la monarquia absoluta. Inventa la paraula «monarcòmac» que defineix com a persones propenses per demolir regnes i monarquies i convertir-les en anarquies. Al títol s'adreça contra tres autors que van criticar la monarquia, des de punts de vista molt diferents. George Buchanan (1506-1582) - va escriure contra la tirania i que refusa una sobirania que només rau en una persona, sense garanties institucionals i sense control pel poble. El «Brutus» del títol és el pseudònim de l'autor de l'obraVindiciae contra tyrannos (1579), una obra escrita en la tradició dels hugonots calvinistes i el tercer és Jean Boucher (1548-1946), un teòleg catòlic que als seus pamflets va justificar l'assassinat del rei Enric III de França «ennemy de la Religon Catholique» per causa de les seves concessions als protestants i la seva vida afectuosa.